# Carlos Batteur
Carlos Batteur, né à Lille le 5 juillet 1844 et mort le 14 janvier 1914 dans la même ville, est un architecte français.

## Biographie
Ancien élève des écoles académiques de Lille où il suivit le cours d'architecture d'Henri Contamine vers 1860, il fut résident de l'Atelier Wicar à Rome de 1867 à 1871.
Il était membre de la Société des sciences, de l'agriculture et des arts de Lille.
Carlos Batteur a réalisé de nombreux projets dans la région lilloise, notamment il a largement contribué à la construction des bâtiments de l'Université de Lille de 1876 à 1892.
Maurice Batteur, son fils, est architecte.

## Réalisations
- Faculté mixte de médecine et de pharmacie de Lille (1886-1892) rue Jean-Bart
- Institut de physique de Lille, école de journalisme (vers 1892) rue Gauthier-de-Châtillon[1]
- Faculté des sciences de Lille (vers 1880) place Philippe-Lebon
- Maison des étudiants du quartier des écoles à Lille (vers 1892), rue de Valmy
- Lycée Gambetta de Tourcoing (1883-1885)[2]
- Établissement pénitentiaire de Loos-lez-Lille (1898-1905)
- Usine Holden (1852) de peignage moderne de la laine à Croix dont la cheminée culminant à 105 m, inaugurée en 1887, fut la plus haute de France
- Filature des frères Mahieu (1924) à Armentières
- Vitrine de l'ancienne carrosserie Janssen, boulevard de la République à La Madeleine
- Église Saint-Maurice-des-Champs de Lille, agrandissements (1877-1879)
- Hôtel de la sous-préfecture d'Hazebrouck

## Galerie

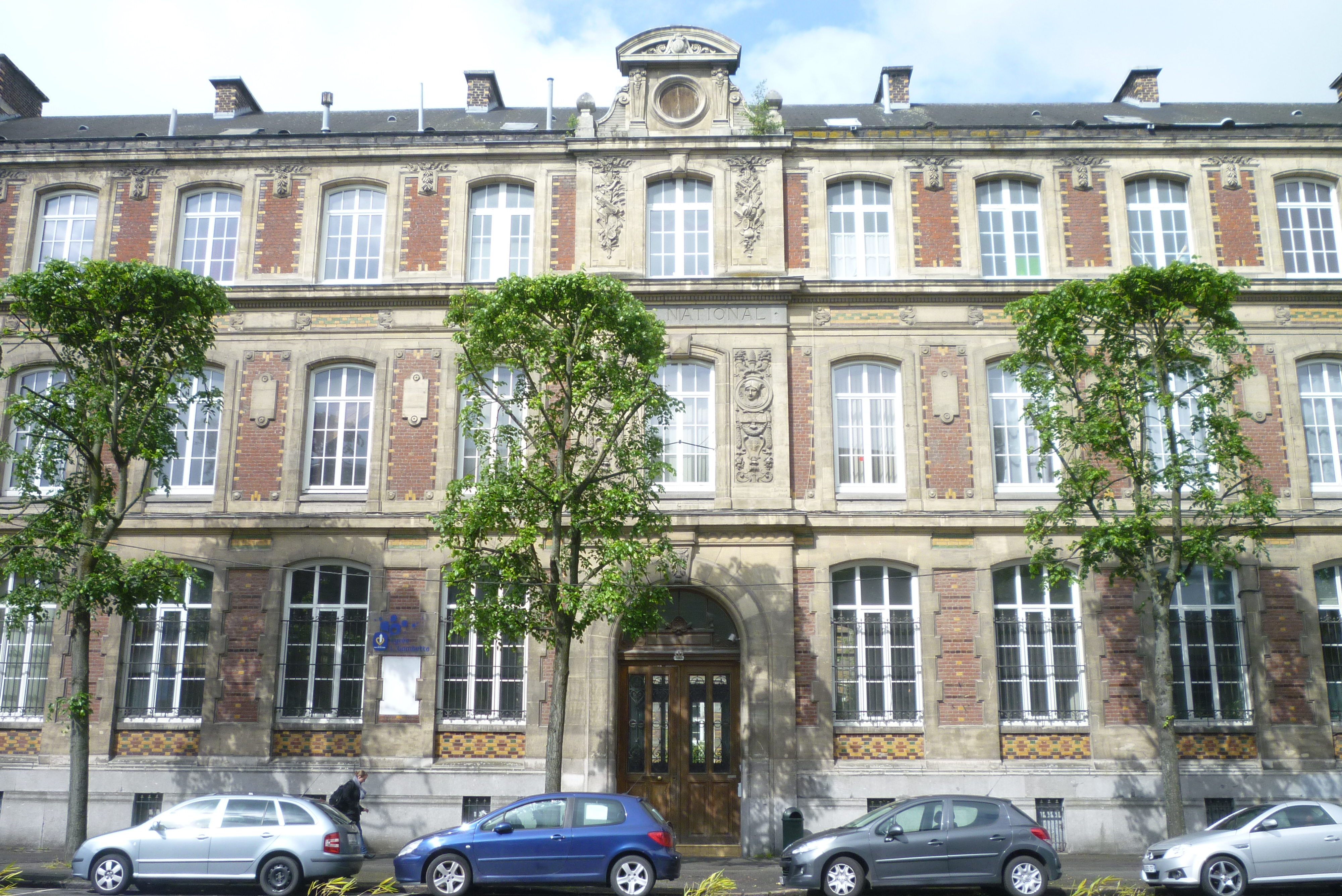
Lycée Gambetta à Tourcoing
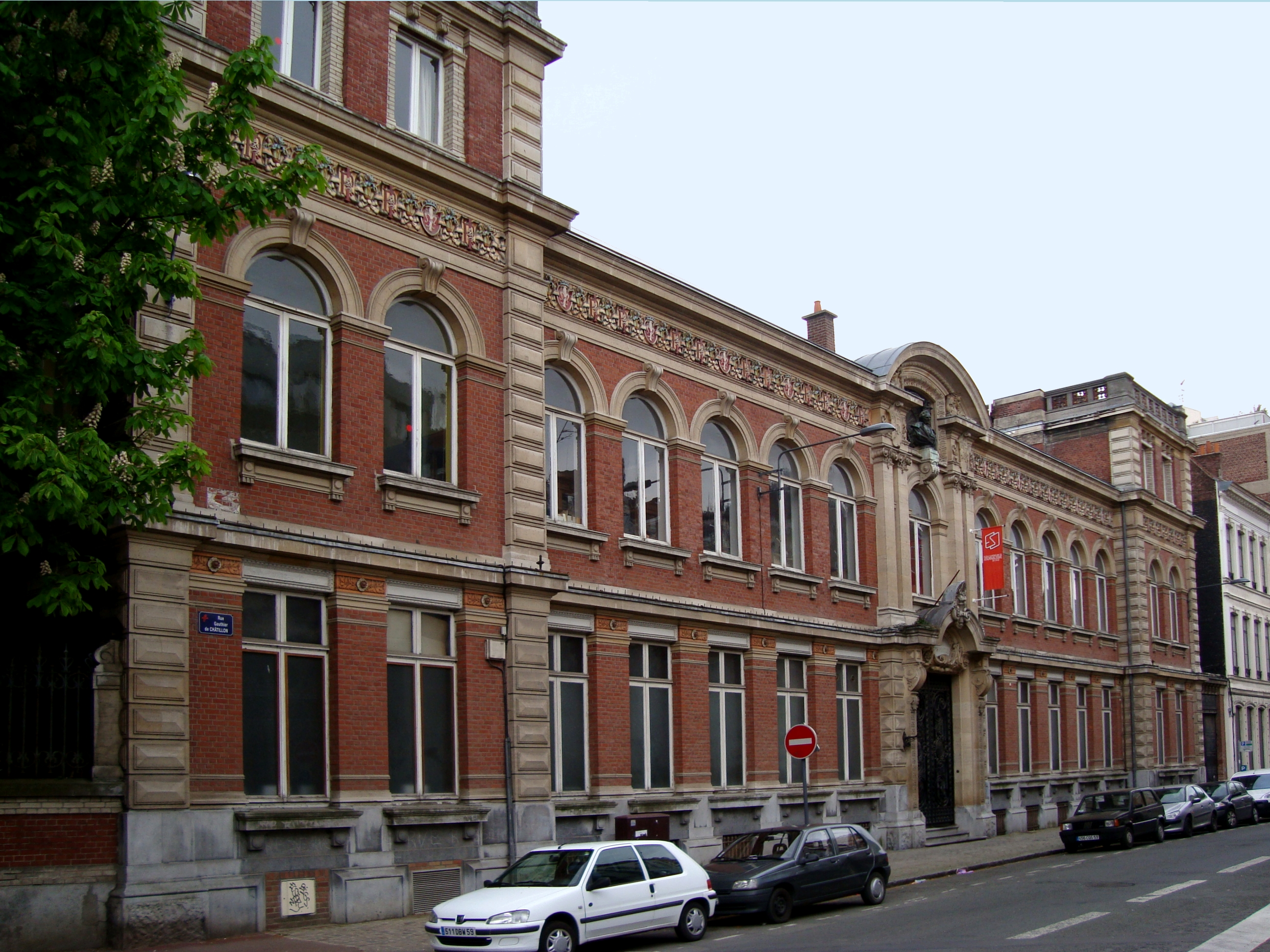
Institut de Physique de Lille
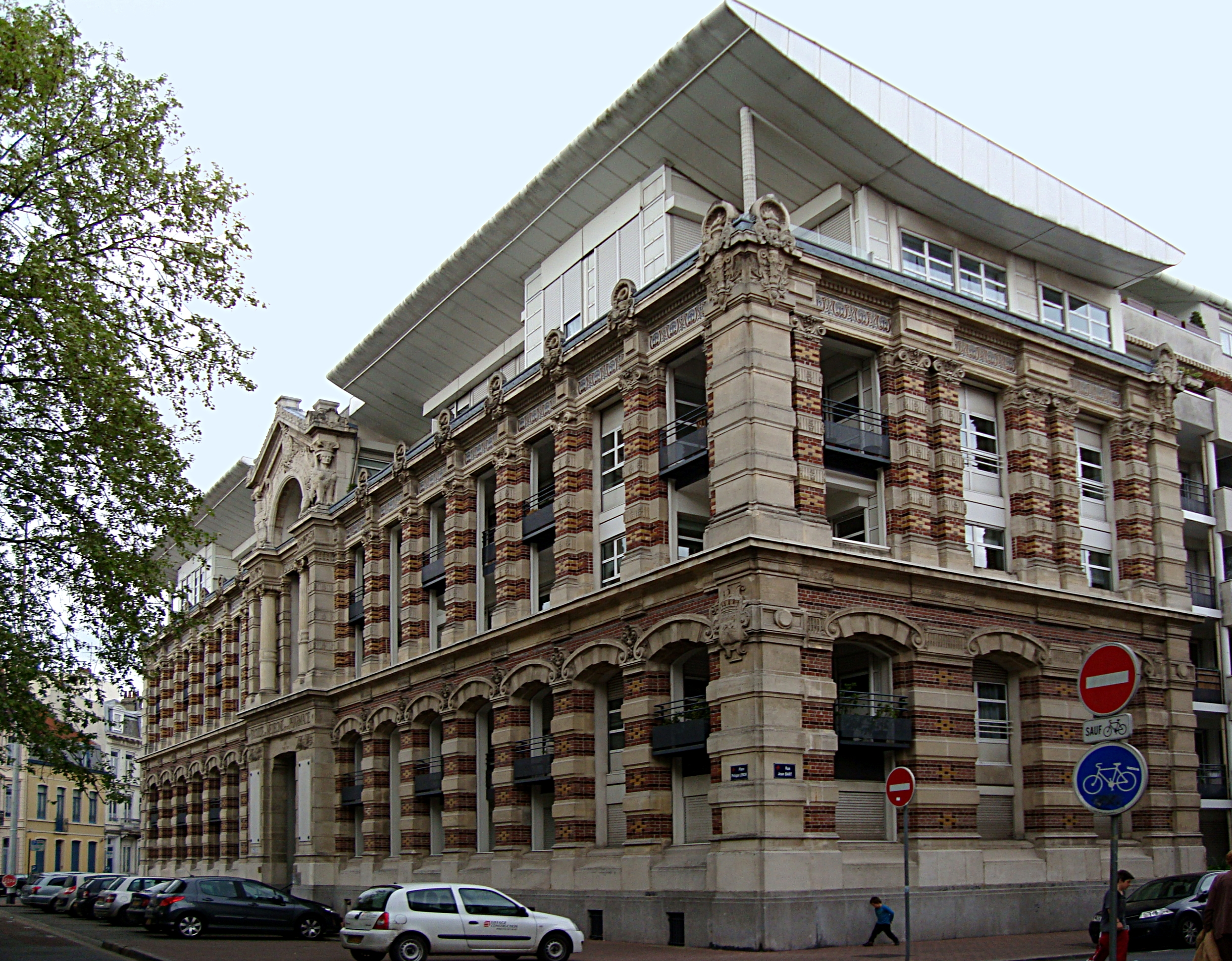
Ancienne faculté de Médecine et de Pharmacie (Actuel CRDP) à Lille
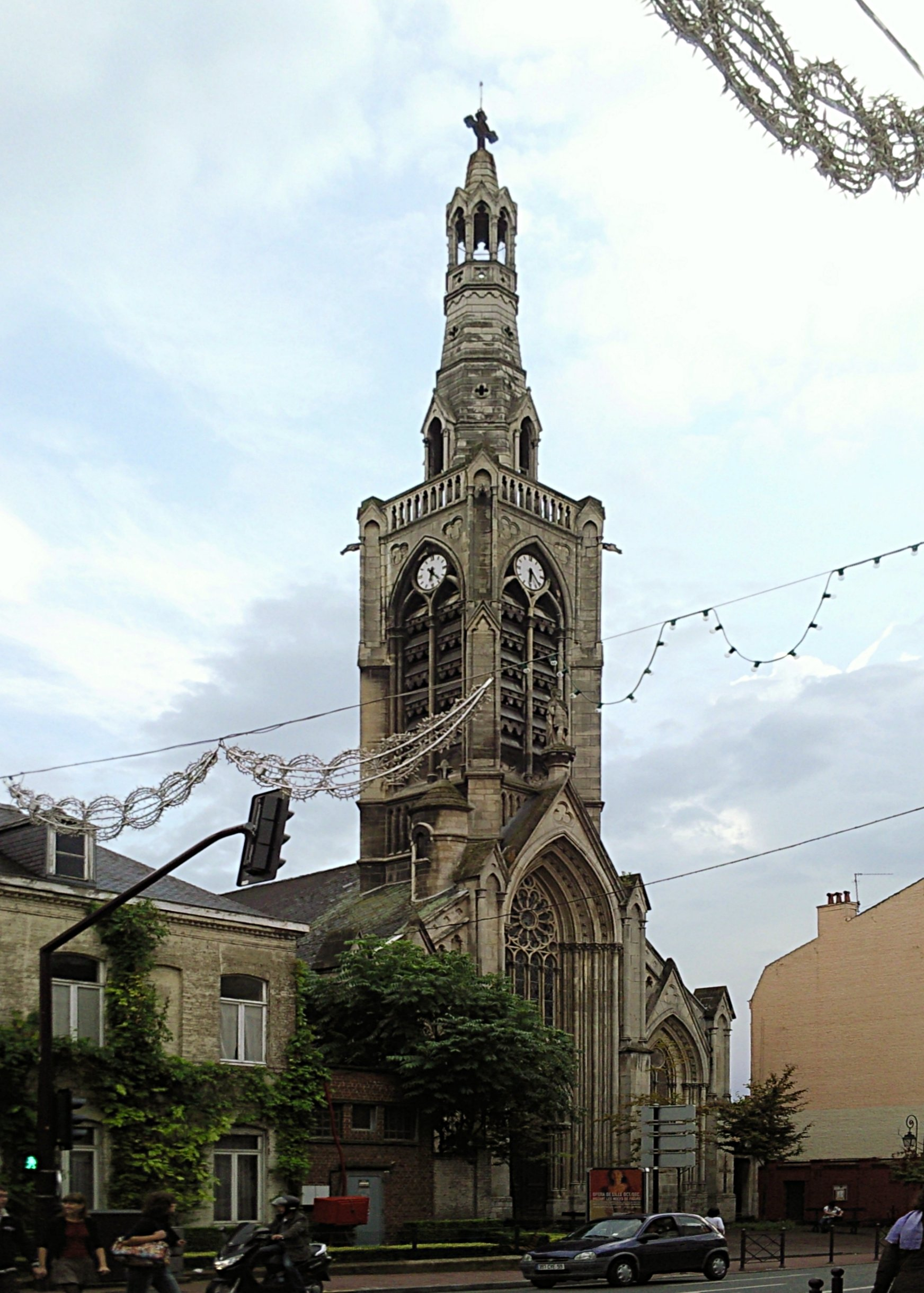
Église Saint-Maurice-des-Champs à Lille
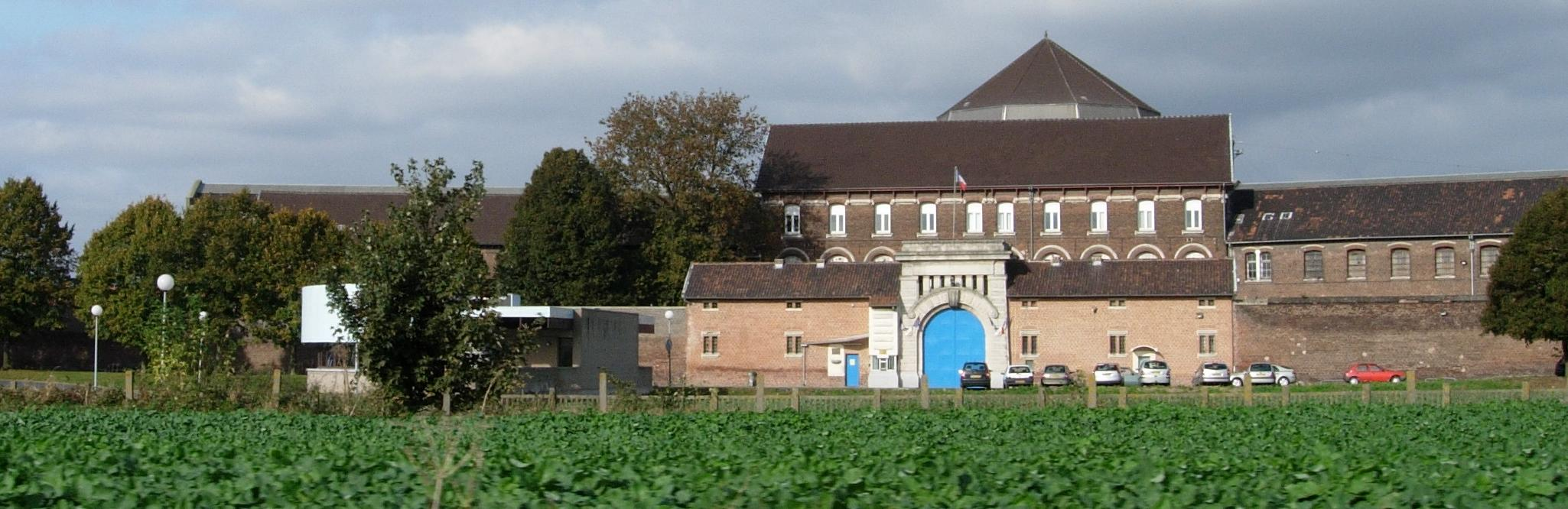
Prison de Loos - Ancienne abbaye